# Salvador Gutiérrez Ordóñez
Salvador Gutiérrez Ordóñez (Taballes, Bimenes, Asturias, 22 de julio de 1948) es un lingüista español, catedrático de Lingüística General de la Universidad de León y miembro de la Real Academia Española (RAE).

## Biografía
Natural de Bimenes, concejo de la zona centro oriental de Asturias, e hijo de una mujer con inquietudes intelectuales y vocación docente que quiso pero que –por las circunstancias vitales del momento y los orígenes humildes de la familia- no pudo estudiar. Fue precisamente su madre quien le inoculó desde la más tierna infancia la pasión por el conocimiento pidiendo siempre que le dieran estudios a su hijo, incluso en los últimos momentos de la vida de ella, antes de su temprana muerte. Salvador Gutiérrez, antes de recalar en la universidad ovetense, estudió con los frailes agustinos, quienes costearon sus estudios durante toda su juventud y a quienes siempre ha mostrado infinita gratitud por inculcarle “el valor del esfuerzo, de la constancia y de la superación” y por mostrarle “la importancia de la ilusión, de la amistad, de la generosidad y de la entrega «misionera» como medios de conseguir la felicidad propia”.
Doctor en Filología Hispánica por la Universidad de Oviedo. Su tesis doctoral trató sobre la Semántica. A través de una beca de la Fundación Juan March amplió estudios en París con importantes lingüistas franceses como Bernard Pottier y Oswald Ducrot o semiólogos como Algirdas Julien Greimas. También trató en La Sorbona al ilustre lingüista André Martinet y fue colaborador de la Sociedad de Lingüística Funcional, presidida por este último.
Regresa a la Universidad de Oviedo, donde da clases hasta que consigue una plaza por oposición a la Universidad de Zaragoza, en 1981, y a la Universidad de León en 1983, donde es catedrático desde entonces. Entre 1985 y 1993 fue decano de la Facultad de Filosofía y Letras y de 1993 a 2002 dirigió el Departamento de Filología Hispánica de la misma universidad. 
Salvador Gutiérrez fue discípulo y continuador de la Escuela de Gramática de Emilio Alarcos (director también de su tesis doctoral), que continúa dirigiendo en la Universidad Internacional Menéndez Pelayo de Santander (UIMP). 
Colaboró externamente desde 1999 con la RAE en la elaboración de la Nueva gramática de la lengua española que fue aprobada por las veintidós Academias el 24 de marzo de 2007 y el Diccionario panhispánico de dudas.
Elegido para el sillón (S) de la RAE el 5 de julio de 2007, tomó posesión del mismo el 24 de febrero de 2008 con un discurso dedicado a la Gramática: "Del arte gramatical a la competencia comunicativa", que fue respondido por Ignacio Bosque, también uno de los que le presentaron junto a Luis Mateo Díez y Francisco Rodríguez Adrados.
Ese mes de julio de 2007, recibió el Premio Asturiano del Mes, que le fue concedido por el diario La Nueva España con motivo de su elección como miembro de la RAE. En 2008 el Ayuntamiento de Bimenes (Asturias) lo nombró hijo predilecto del concejo.
Fue el académico responsable de la Nueva gramática básica de la lengua española (2011). Asimismo es coautor de los libros de texto de Lengua castellana y Literatura de Bachillerato de la editorial Anaya. Participó en el Diccionario Biográfico Español de la Real Academia de la Historia para el capítulo "E. Alarcos Llorach".
Está especializado en sintaxis, semántica y pragmática de los que ha escrito libros como: Lingüística y semántica. Aproximación funcional (1981), Introducción a la semántica funcional (1989), Estructuras comparativas (1994), Temas, remas, focos, tópicos y comentarios (1997), Principios de sintaxis funcional (1997), La oración y sus funciones (1997), De pragmática y semántica (2002), y Forma y sentido en sintaxis (2002).
En la Real Academia Española ha venido desarrollando importantes trabajos pues ha coordinado varias publicaciones de la Docta Casa como la Ortografía de la lengua española (2010); la Gramática básica de la lengua española (2011);  la Ortografía básica de la lengua española (2011), la Ortografía escolar de la lengua española (2013), El buen uso de la lengua española (2013) o el Libro de estilo de la Justicia (2016). Ya desde el año 2008 había venido desempeñándose como director del Departamento de Español al día, entidad encargada de la resolución de dudas lingüísticas planteadas por distintos usuarios, especialmente a través de medios electrónicos y redes sociales como Twitter. Asimismo es director de la Escuela de Lexicografía Hispánica de la institución. 
Además de organizar y dirigir numerosos congresos internacionales y cursos de gran renombre y enorme éxito, también ha ocupado cargos administrativos (decano de la Facultad de Filosofía y Letras, director del Departamento de Filología Hispánica...) y ha sido miembro del comité de dirección de varias revistas científicas vinculadas al mester filológico.
Por Acuerdo del Consejo de Ministros de 30 de diciembre de 2010, fue designado uno de los ocho vocales de la Comisión de modernización del lenguaje jurídico.
Escribió el prólogo Memoria y Vida en el Homenaje a Emilio Alarcos Llorach
En una entrevista del año 2011, en la que se definió como "avaro afectivo", respondió a la pregunta "¿Qué supone ser lingüista hoy día?": "Trabajar sobre el mayor invento del hombre: el lenguaje. Nosotros trabajamos sobre el instrumento más perfecto creado por el hombre" y afirmó que la forma de hablar está condicionada por el pensamiento y que, de igual forma pero a la inversa, el pensamiento se refleja en el lenguaje.
Fue investido doctor honoris causa en octubre de 2012 por la Universidad de Salamanca, ocasión propicia en que Salvador Gutiérrez se refirió a los «terribles» recortes que sufren las universidades, la investigación y la cultura del país asegurando que lo «peor» es que «no se atisba una esperanza en el horizonte». Añadió asimismo en aquella ocasión que los «llamados recortes» a la docencia y a la investigación son «verdaderas amputaciones que afectan a los pilares de la sociedad» y sus consecuencias no son momentáneas, y no se reparan como «la fatiga con el descanso de una noche ni de muchas noches». Las universidades, auguró, «desaparecerán» de todas las listas de clasificación, y la pujante vida que posee en la actualidad la investigación tardará en renacer, si es que renace, tanto como la de los bosques calcinados. Ante un «país en caída libre», hay que pararse a pensar para proponer alternativas, pero también es preciso denunciar que se avecina un «enorme desastre en educación e investigación» dejando claro su compromiso intelectual en defensa de la Educación, la Universidad, las Humanidades y, en definitiva, la Cultura ().
En abril de 2015 fue galardonado con el Premio Castilla y León de las Ciencias Sociales y Humanidades 2014 por «su aportación al conocimiento de la lengua española como elemento de cohesión social y punto de reunión de una extraordinaria comunidad internacional cuyos lazos se fortalecen a través de una comunicación más intensa y permiten la fraternidad lingüística, además de por su trayectoria docente y académica» (). 
En junio de 2015 fue el encargado de dar el pregón de las fiestas patronales de San Juan y San Pedro de la ciudad de León con un emotivo y precioso texto donde animaba a la juventud inquieta y creadora a perseguir sus sueños y lamentaba la fuga y exilio forzado al que se veían abocados muchos jóvenes por la falta de oportunidades reclamando mayores esfuerzos, especialmente a aquellos que manejan las riendas desde el pescante ().
Al igual que Leonardo Gómez Torrego, es miembro del Consejo Asesor de la Fundéu y siempre ha mostrado su preocupación por la corrección idiomática y el buen uso de la lengua considerando que esta es la puerta que abre el conocimiento a todas las demás disciplinas.
Es director del Grupo SinCom, Sintaxis Comunicativa, que persigue construir las bases y los primeros desarrollos de una Sintaxis comunicativa (o Sintaxis de sentido) del idioma español. Se trata de una sintaxis inversa, que toma como piedras o sillares fundamentales no la forma, sino la significación (en todos sus frentes: significado, designación, referencia, deixis, predicación, cuantificación, modalidad, funciones semánticas, relaciones argumentativas…) dando importancia a disciplinas como la Semántica, la Pragmática, el Análisis del Discurso o el Análisis Conversacional.
Fue presidente de la Sociedad Española de Lingüística y, en la actualidad, lo es de la Fundación Sierra-Pambley (desde diciembre de 2011). El 18 de marzo de 2016 participó en el panel «Nuevos retos de la política lingüística panhispánica» del VII Congreso Internacional de la Lengua Española en San Juan de Puerto Rico. En mayo de 2016 afirmó que el arrinconamiento de las Humanidades constituiría un delito de lesa humanidad.
Ha participado en diferentes actos de la Fundación Juan March como en Memorias de la Fundación (2016) o en el debate El idioma español: sus logros y desafíos (2018).
Siguiendo el criterio de otros académicos de la RAE, Salvador Gutiérrez también ha mostrado su rechazo al desdoblamiento de género por cuanto el masculino, al ser el género no marcado, engloba a ambos sexos. Y también ha advertido de la necesidad de salvar al español del uso de ortografías extranjeras en defensa de la correcta escritura del español, con las adaptaciones pertinentes de la grafías foráneas según los casos.
Fruto de su magisterio han surgido trabajos, proyectos, publicaciones, no solo suyos, sino de compañeros, discípulos y distintas personalidades que se hallan incardinados dentro del funcionalismo lingüístico como Manuel Iglesias Bango, director del departamento de Filología Hispánica y Clásica de la Universidad de León; Cristina García González, o de forma más divulgativa, Miguel Ángel del Corral, analizando y estudiando nuevos campos o haciéndose eco de las nuevas investigaciones dentro de la llamada por Gutiérrez Ordóñez Lingüística de la Comunicación.
Uno de los proyectos más recientes y novedosos, aunque data de hace unos años, y que lleva a cabo el grupo SinCom (Universidad de León) en colaboración con el grupo APL (Argumentación y Persuasión en Lingüística) de la Universidad de Sevilla, este último capitaneado por Catalina Fuentes, es el proyecto MEsA: Macrosintaxis del español actual. El enunciado: estructura y relaciones (y sus continuaciones) cuyos trabajos han sido recogidos en un volumen de la editorial Arco/Libros titulado Avances en Macrosintaxis.
También ha mostrado interés por la enseñanza de español como lengua extranjera o segunda lengua desde un enfoque netamente funcional como ha quedado reflejado en distintos trabajos de su autoría como Sintaxis y enseñanza del español como lengua extranjera o Ejercitarás la competencia pragmática  En el estudio de aspectos gramaticales aplicados a este ámbito se han venido sucediendo nuevas investigaciones desde el mismo paradigma metodológico de la mano de compañeros suyos como Manuel Iglesias Bango. 
En noviembre de 2018 Gutiérrez Ordóñez fue protagonista de una emotiva jornada de reconocimiento, en forma de coloquio sobre su trayectoria, organizada con motivo de su jubilación, acto que no fue oficial ni institucional, sino organizado por amigos, familiares y admiradores de la figura, en un intento de valorar una vez más a uno de los lingüistas españoles de mayor relieve internacional y máximo exponente del funcionalismo lingüístico hispánico.

## Publicaciones

### Libros
- Lingüística y Semántica. Aproximación funcional, Oviedo,Universidad de Oviedo. 1981.
- Variaciones sobre la atribución, León, Colección Contextos , 1986 (Reed. 1989).
- Introducción a la Semántica Funcional, Madrid, Síntesis. 1989.
- La transposición sintáctica (Problemas), Cuadernos de Lingüística y Didáctica del Español, 10, Logroño. 1991.
- Las odiosas comparaciones, Cuadernos de Lingüística y Didáctica del Español, 13, Logroño. 1992.
- Estructuras comparativas, Madrid, Arco Libros. 1994.
- Estructuras pseudocomparativas, Madrid, Arco Libros. 1994.
- Presentación de la Pragmática, Discurso inaugural del Curso Académico 1996-1997, León, Universidad de León.
- Comentario pragmático de textos publicitarios, Madrid, Arco Libros. 1997.
- Comentario pragmático de textos polifónicos, Madrid, Arco Libros. 1997.
- Temas, remas, focos, tópicos y comentarios, Madrid, Arco Libros. 1997.
- Principios de sintaxis funcional, Madrid, Arco Libros. 1997.
- La oración y sus funciones, Madrid, Arco Libros. 1997.
- Comentario pragmático de textos de desecho, Madrid, Arco Libros. 2000.
- Comentario pragmático de textos literarios, Madrid, Arco Libros. 2000.
- Análisis sintáctico 1, Taller de lenguaje Anaya, Madrid, Anaya. 2002.En colaboración con M. Iglesias y C. Lanero.
- De pragmática y semántica, Madrid, Arco Libros. 2002.
- Forma y sentido en sintaxis, Madrid, Arco Libros. 2002.
- Del arte gramatical a la competencia comunicativa, Discurso de ingreso, Madrid, Real Academia Española. Contestación de Ignacio Bosque.

### Manuales para enseñanza de lenguas
- Lengua Española, Madrid, Santillana. 1981. En colaboración con E. Alarcos, F. García González, J. Martínez Álvarez, J.A. Martínez García,  y B. Rodríguez.
- Lengua Española. Solucionario, Madrid, Santillana. 1983. En colaboración con E. Alarcos, F. García González, J. Martínez Álvarez, J.A. Martínez García,  y B. Rodríguez.
- Lengua y literatura, 1º de Bachillerato, Madrid, Anaya. 2002. En colaboración con J. Serrano y J. Hernández
- Lengua y literatura, Recursos didácticos, 1º de Bachillerato, Madrid, Anaya. 2002. En colaboración con J. Serrano y J. Hernández
- Lengua y literatura, 2º de Bachillerato, Madrid, Anaya. 2003. En colaboración con J. Serrano y J. Hernández
- Lengua y literatura, Recursos didácticos, 2º de Bachillerato, Madrid, Anaya. 2003. En colaboración con J. Serrano y J. Hernández
- Lengua y literatura, 1º de Bachillerato, Madrid, Anaya. 2008. En colaboración con J. Serrano y J. Hernández
- Literatura Universal, 1º de Bachillerato, Madrid, Anaya. 2008. En colaboración con J. Serrano y J. Hernández
- Lengua y literatura, 2º de Bachillerato, Madrid, Anaya. 2009. En colaboración con J. Serrano y J. Hernández.
- Lengua española, 1º de ESO, Madrid, Anaya. 2010.En colaboración con J. Serrano y D. Pérez.
- Lengua española, 3º de ESO, Madrid, Anaya. 2010. En colaboración con J. Serrano,  D. Pérez y J. Hernández.

### Publicaciones en prensa
- Análisis sintáctico II, Taller de lenguaje Anaya, Madrid, Anaya. En colaboración con M. Iglesias y C. Lanero.
- “Entonces” (Comentario de un poema de Ángel González), en Homenaje a Antonio Narbona.
- “Estructuras sintácticas incrustadas”
- “Criterios en la determinación de las funciones argumentales”
- “Sintaxis de enunciados”
- “Funciones conversacionales”
- “Determinantes y pronombres: categorías y clases”

### Otras publicaciones
- Discurso de investidura como Doctor Honoris Causa. Salamanca 11 de octubre de 2012.

Coordinador:
- REAL ACADEMIA ESPAÑOLA: Ortografía de la lengua española, Espasa. 2010.
- REAL ACADEMIA ESPAÑOLA: Nueva gramática básica de la lengua española, Espasa, 2011.

| Predecesor: Julián Marías | Académico de la Real Academia Española Sillón S 2008 – Actualmente | Sucesor: En el cargo (cargo vitalicio) |